# Фазирана антенна решетка
Фазираната антенна решетка (съкратено ФАР) е вид антена, група от антенни елементи, в които относителната фаза на сигнала се изменя комплексно по начин, който осигурява усилване на ефективното излъчване/приемане в едно избрано направление и потискането му в други направления. Направлението на излъчване/приемане и видът на диаграмата на насоченост във ФАР се регулират чрез изменение на амплитудно-фазовото разпределение на електрическите токове или полетата на възбуждане в антенните елементи. 
Фазираната антенна решетка се състои от антенни елементи (излъчватели), разпределителна система и дефазатори. Разпределителната система формира амплитудното разпределение на мощността в антенните елементи. Дефазаторите задават фазата на сигнала в един или група от антенни елементи и формират фазовото разпределение на токовете или полето в апертурата на антенат.
ФАР широко се използват в съвременните радиокомуникации, радиолокацията, радионавигацията, радиоастрономията и други области.

## Видове фазирани антенни решетки
Фазираните антенни решетки се класифицират по следните основни признаци: 
1. Според режима на работа: предавателни, приемни и приемо-предавателни.
2. Според разположението на излъчвателите в пространството:
- линейни
- двумерни:
  - дъгови
  - пръстеновидни
  - плоски:
    - с правоъгълна мрежа
    - с шестоъгълна мрежа
    - с триъгълна мрежа
- тримерни:
  - пространствени
  - изпъкнали или вдлъбнати:
    - цилиндрични
    - конични
    - сферични

3. Според вида на антенните елементи: вибраторни, процепни, вълноводни, рупорни, спирални,
хибридни.
4. Според начина на възбуждане:
- с последователно захранване
- с успоредно захранване
- с комбинирано (последователно-успоредно) захранване
- с пространствен (оптичен) тип възбуждане

5. Според разстоянието между антенните елементи:
- еквидистантни (равномерно отдалечени)
- нееквидистантни (неравномерно отдалечени).